# SN 2000aj
SN 2000aj – supernowa odkryta 9 marca 2000 roku w galaktyce A123701-0149. W momencie odkrycia miała maksymalną jasność 20,30m.